# شفنين القرش الكاذب
شفنين القرش الكاذب (الاسم العلمي: Rhynchorhina mauritaniensis)، نوع من أسماك سمك الإسفين وهو النوع الوحيد في جنس Rhynchorhina. هذه الشفنين النادر معروف فقط في المياه الأطلسية الساحلية الضحلة في حوض أركين، موريتانيا.